# 苏联军事院校
苏联军事院校（Советские военные академии）是苏联军队培养干部的正规渠道。单校规模较小，平均每年毕业学员200-500人。
不计军区或舰队开办的准尉学校、技师学校、炊事员学校，全苏支援陆海空军志愿协会开办的汽车学校、无线电学校、技术学校、航海学校等，至1980年代苏军有172所正规军事院校。
三年制军校的毕业生不授予学位。入学年龄限制为：由地方参军的学员为17至21岁，超期服役军人为23岁，准尉25岁。

## 历史[1][2]
苏俄国内战争期间，军事院校以短训班（4-10个月）为主要形式。1917年12月，根据列宁的指示，组建了莫斯科第一革命机枪学校。随后又开设了十余所航空兵、炮兵、工程兵、测绘、铁道、医学等专业的短训班军校及彼得格勒海军指挥军官学校。1918年10月底，红军达到了约80万人，比当年5月29日全俄中央执行委员会决定实行义务兵役制时增加了三倍。为了适应红军扩大的需要，在帝俄旧的军事学院的基础上建立了总参军事学院、炮兵学院、军事工程学院、军需学院、海军学院、军事医学院。1919年1月有军事院校60余所。1919年9月增至107所。1919年底红军已达300万人。1920年11月，红军有550万人，军事院校150多所，在校学员5.4万人。当时规定学员必须是工农子弟，党员优先，录取时注重政治表现；教员中有很多帝俄的旧军事专家。与此同时，联共（布）中央鉴于内战基本结束，实行新经济政策恢复遭八年战争彻底破坏的国民经济，于1920年11月决定裁军200万人。到1921年春，红军仍有470万人。1921年4月，联共（布）中央做出新的大裁军决议。至1921年秋，红军有160万人。1922年10月，红军有80万人，军事院校却反增到217所以保存军队骨干。1923年10月进一步裁减到了60万人，军事院校81所，其中军事学院3所、高等军事学校10所、中等军事学校55所、指挥员进修班13所。
苏联启动第一个五年计划开始工业大跃进与农业集体化之前的1928年，红军总人数56万人，军事院校67所，其中陆军学校48所，空军学校8所，海军学校5所，军事学院6所（伏龙芝军事学院、捷尔任斯基军事技术学院、茹科夫斯基空军军事学院、海军军事学院、军事医学院、托马乔夫政治学院）。在校学员只有3200多人。
1929年4月召开的联共（布）十六大决定开始第一个五年计划。1934年1月召开的联共（布）十七大决定开始第二个五年计划。这两个五年计划的胜利完成，奠定了苏德战争的工业物质基础。1932年5月，成立了一批专业军事学院：机械化和摩托化军事学院、炮兵学院（从捷尔任斯基军事技术学院分立）、军事运输学院、军事电工技术学院、化学兵学院、军事工程学院（从捷尔任斯基军事技术学院分立）。为应对第二次世界大战策源地法西斯政权的上台执政，1935年红军总人数为93万，1938年元旦增加至151万，大量先进技术和新型装备也开始装备部队。1935年5月4日，斯大林《在克里姆林宫举行的红军学院学员毕业典礼上的讲话》提出了“干部决定一切”的著名口号：
如果我们需要顺利地消灭十分缺乏人才的现象，使我国得到足够数量的能够推进技术和运用技术的干部，我们首先就应当学会重视人才，重视干部，重视每一个有益于我们共同事业的工作者。毕竟应该了解：人才，干部是世界上所有宝贵的资本中最宝贵最有决定意义的资本。应该了解：在我们目前的条件下，“干部决定一切”。如果我们在工业、农业、运输业和军队中拥有大量的优秀干部，那么我们的国家就将是不可战胜的。如果我们没有这样的干部，那我们就会寸步难移。

1935年成立军事经济学院。1936年伏龙芝军事学院战役系扩大组建为总参军事学院。1938年底，有14所军事学院，75所军事学校（陆军50所，空军18所，海军7所）。在校学员20 000人，指挥专业与技术专业学员比例三比七。
随着第二次世界大战爆发，1939年9月1日苏联最高苏维埃通过了《普遍义务兵役法》。至1941年6月，红军超过500万人。中等军事学校扩建到203所，还办了68个短训班，共有学员30多万人，为急速扩军提供了大量基层干部。设有19所军事学院，在10所地方高校开设“军事系”。
战争爆发后头八天，苏联政府动员征召了500多万人参军。军事院校继续增加，并缩短训练周期（专业性强的军事院校8-12个月，一般性军事学院6-8个月），一般性军事学校4-6个月）、扩大了招生名额，及时地补充了部队。至1942年11月，军事院校有280多所。各方面军、各集团军举办初级军官速成训练班，短训提干的战士。1942年全年各军事院校与短训班给部队输送了56万名指挥、政治、技术干部。1943年，战局好转，苏联此时有军事院校250多所，各类训练班200多个，为部队输送了36万名干部。至1945年8月战争日本，整个战争期间军事院校为部队输送了约200万名干部。
1945年5月战胜德国时，苏军约有1136万人。经过六批裁军，至1948年底有280万人。取消了各种短训班，裁撤了大批陆军军事学校，开办了一些文化技术补习学校以培养留队的部队干部，正规军事院校缩减至100多所。
战后，随着技术装备的更新换代与科学技术的突飞猛进，更加重视专业技术干部培养与综合指挥干部的科技素质。五十年代兴建了一批专业技术军事学校（以中等军事学校为主）。1958年，第一所三年制军校改为四年制，授予“全苏学位”。六十年代末到七十年代末，中等军事院校几乎都升格为高等军事院校（指挥系一般学制四年，工程技术专业一般学制五年）。至1977年，仅剩5所三年制军校没有改制。1975年，受过高等教育的军官，超过50%；战略火箭军中受过高等教育的军官达到了80%。

## 战略火箭军
- 以Е.И.克雷洛夫命名的战略火箭军哈尔科夫高等军事指挥学校
- 别尔姆高等军事指挥学校
- 以炮兵主帅М.И.涅杰林命名的战略火箭军罗斯托夫高等军事指挥学校
- 以列宁共青团命名的战略火箭军谢尔普霍夫高等军事指挥学校

## 陆军
- 以苏联元帅И.С.科涅夫命名的阿拉木图高等联合兵种指挥学校
- 以阿塞拜疆最高苏维埃命名的巴库高等联合兵种指挥学校
- 以苏联元帅К.К.罗科索夫斯基命名的远东高等联合兵种指挥学校
- 以М.В.伏龙芝命名的基辅高等联合兵种指挥学校
- 以С.М.基洛夫命名的列宁格勒高等联合兵种指挥学校
- 以俄罗斯苏维埃联邦社会主义共和国苏维埃命名的莫斯科高等联合兵种指挥学校（英语：Moscow_Higher_Military_Command_School）。前身为1917年12月，根据列宁的指示，组建了莫斯科第一革命机枪学校。
- 以М.В.伏龙芝命名的鄂木斯克高等联合兵种指挥学校
- 以苏联元帅А.И.叶廖缅科命名的奥尔忠尼启则高等联合兵种指挥学校
- 以列宁命名的塔什干高等联合兵种指挥学校

## 装甲兵
- 以苏联元帅К.А.梅列茨科夫命名的布拉戈维申斯克高等坦克指挥学校
- 以伟大的十月革命五十周年命名的车里雅宾斯克高等坦克指挥学校
- 以鞑靼苏维埃自治共和国最高苏维埃主席团命名的喀山高等坦克指挥学校
- 以乌克兰苏维埃联邦社会主义共和国最高苏维埃命名的哈尔科夫近卫高等坦克指挥学校
- 以装甲兵元帅П.С.雷巴尔科命名的塔什干高等坦克指挥学校
- 以列宁命名的乌里雅诺夫斯克近卫高等坦克指挥学校
- 以苏联元帅И.И.雅库鲍夫斯基命名的基辅高等坦克工程学校（五年制）
- 以苏联元帅П.К.科舍沃依命名的鄂木斯克高等坦克工程学校

## 火箭兵和炮兵
初级军官生长教育：
- 以红十月命名的列宁格勒高等炮兵指挥学校（俄语：Константиновское артиллерийское училище）：炮兵侦察
- 以十月革命命名的科洛姆纳高等炮兵指挥学校（俄语：Коломенское высшее артиллерийское командное училище）：空降兵炮兵军官
- 以М.В.伏龙芝命名的敖德萨高等炮兵指挥学校（俄语：Одесское высшее артиллерийское командное училище）
- 以М.В.伏龙芝命名的苏梅高等炮兵指挥学校（俄语：Сумское высшее артиллерийское командное училище）：自行火炮
- 以А.И.利久科夫少将命名的萨拉托夫高等炮兵指挥与工程学校（俄语：Саратовское высшее военное командно-инженерное училище ракетных войск）：战术弹道导弹
- 以“二十六名巴库委员”命名的第比利斯高等炮兵指挥学校（俄语：Тбилисское высшее артиллерийское командное училище）
- 赫梅利尼茨基高等炮兵指挥学校（俄语：Хмельницкое высшее артиллерийское командное училище）
- 喀山高等炮兵指挥与工程学校（俄语：Казанское высшее военное командно-инженерное училище ракетных войск）：战术弹道导弹
- 以炮兵主帅Н.Н.沃罗诺夫命名的奔萨高等炮兵工程学校（俄语：Пензенский артиллерийский инженерный институт имени Н. Н. Воронова）：导弹与炮兵勤务工程
- 以图拉无产阶级命名的图拉高等炮兵工程学校（俄语：Тульский артиллерийский инженерный институт）
- 斯维尔德洛夫斯克高等军事政治坦克炮兵学校（俄语：Свердловское высшее военно-политическое танко-артиллерийское училище）：炮兵火箭兵政治军官

在职军官轮训：
- 以加里宁命名的军事炮兵学院（俄语：Михайловская военная артиллерийская академия） （列宁格勒）： 
  - 炮兵旅副旅长、炮兵团团长
  - 摩托化步兵团炮兵首长
  - 炮兵师师长、炮兵营营长
  - 高等军事学校与炮兵学校教师
- 以捷尔任斯基命名的军事炮兵工程学院（俄语：Военная академия РВСН имени Петра Великого）（莫斯科州巴拉希哈）
  - 军师旅炮兵指挥官
  - 炮兵师旅指挥官
  - 军区与集团军炮兵参谋长
  - 炮兵军师参谋长
  - 军区与集团军炮兵司令部作战部长
  - 军区与集团军炮兵司令部情报部长
  - 军区与集团军炮兵司令部通信部长

## 陆军防空兵
- 以伟大十月革命六十周年命名的列宁格勒高等地对空火箭指挥学校
- 以Г.К.奥尔忠尼启则命名的奥伦堡高等地对空火箭指挥学校
- 以陆军大将Н.Ф.瓦杜丁命名的波尔塔瓦高等地对空火箭指挥学校
- 斯摩棱斯克高等地对空火箭指挥学校
- 以С.М.基洛夫命名的基辅高等地对空火箭指挥学校

## 空降兵
- 以列宁共青团命名的梁赞高等空降指挥学校

## 国土防空军地对空导弹部队
- 高尔基高等地对空火箭防空指挥学校
- 第涅伯罗彼得罗夫斯克高等地对空火箭防空指挥学校
- 奥尔忠尼启则高等地对空火箭防空指挥学校
- 恩格斯高等地对空火箭防空指挥学校
- 以伟大十月革命六十周年命名的雅罗斯拉夫尔高等地对空火箭防空指挥学校
- 明斯克高等地对空火箭防空工程学校

## 国土防空军歼击航空兵
- 阿尔马维尔高等防空飞行员空军学校
- 斯塔夫罗波尔高等防空飞行员和领航员空军学校
- 以扬.法布里奇乌斯命名的陶格夫皮尔斯高等防空空军工程学校

## 无线电工程部队
- 克拉斯诺雅尔斯克高等防空无线电电子指挥学校
- 普希金高等防空无线电电子指挥学校
- 维尔纽斯高等防空无线电电子指挥学校
- 以列宁共青团命名的日托米尔高等防空无线电电子指挥
- 基辅高等防空工程无线电技术学校

## 空军培养飞行员学校
- 以空军主帅А.А.诺维科夫命名的巴拉索夫高等飞行员航空学校
- 以空军主帅К.А.维尔希宁命名的巴尔纳乌尔高等飞行员航空学校
- 以В.П.契卡洛夫命名的鲍里索格列勃斯克高等飞行员航空学校
- 以列宁共青团命名的切尔尼戈夫高等飞行员航空学校
- 以А.Ф.米阿斯尼科夫命名的卡恰高等飞行员航空学校
- 以С.И.格里采维茨命名的高等飞行员航空学校
- 以И.С.波尔宾命名的奥伦堡高等飞行员航空学校
- 萨拉托夫高等飞行员航空学校
- 塞兹兰高等飞行员航空学校
- 以М.М.拉斯科娃命名的坦波夫高等飞行员航空学校
- 以宇航员科В.М.马罗夫命名的叶伊斯克高等飞行员航空学校（同时也为苏联海军航空兵训练飞行员）

## 培养领航员的学校
- 以共青团五十周年命名的车里雅宾斯克高等领航员空军学校
- 以顿巴斯无产阶级命名的伏罗希洛夫格勒高等领航员空军学校

## 空军高等航空工程学校
学制均为5年。 
- 以共青团五十周年命名的伊尔库茨克高等空军工程学校
- 基辅高等空军工程学校
- 哈尔科夫高等空军工程学校
- 以Я.阿尔克斯尼斯命名的里加高等空军工程学校
- 以Ф.Э.捷尔任斯基命名的坦波夫高等空军工程学校
- 沃罗涅什高等空军工程学校

## 空军通信学校
- 以乌克兰列宁共青团命名的哈尔科夫高等空军通信指挥学校

## 空军技术学校
毕业学员委任为空军技术军官，发给毕业证，但没有学位，学制为3年。 
- 阿钦斯克空军技术学校
- 以乌克兰列宁共青团五十周年纪念命名的瓦西里耶夫空军技术学校
- 加里宁格勒空军技术学校
- 以列宁共青团命名的别尔姆空军技术学校

## 海军舰队军官学校
- 以М·В·伏龙芝命名的高等海军学校（设在列宁格勒，为北方舰队培养军官）
- 以П·С·纳希莫夫命名的黑海高等海军学校（设在塞瓦斯托波尔，为黑海舰队培养军官）
- 以Ф·Ф·乌沙科夫命名的加里宁格勒海军学校（为波罗地海舰队培养军官）
- 以С·О·马卡罗夫命名的太平洋高等海军学校（设在伏拉迪沃斯托克，为太平洋舰队培养军官）
- 以С·М·基洛夫命名的里海高等海军学校（设在巴库，为里海区舰队培养军官）

## 海军工程学校
- 以列宁命名的列宁格勒高等海军工程学校
- 塞瓦斯托波尔高等海军工程学校
- 以捷尔任斯基命名的高等海军工程学校（设在列宁格勒）

## 海军潜水领航学校
- 以列宁共青团命名的高等海军潜水领航学校（设在列宁格勒）

## 海军无线电电子学校
- 以А.С.波波夫命名的高等海军无线电电子学校（设在列宁格勒）

## 政治学校（直属总政治部）
- 以伟大十月革命六十周年命名的新西比尔斯克高等军政联合兵种学校（为陆军培养政工军官，设有专门培养空降兵政工人员的部分）
- 斯维尔德洛夫斯克坦克兵和炮兵高等军政学校（为陆军培养政工军官）
- 以苏联元帅С.С.比留佐夫命名的里加高等军政学校（为战略火箭军培养政工军官）
- 列宁格勒防空兵高等军政学校
- 库尔干空军高等军政学校
- 基辅海军高等军政学校
- 多涅斯克工程兵和通信兵高等军政学校
- 辛菲罗波尔建筑部队高等军政学校
- 利沃夫高等军政学校

## 后勤部队
- 以鲍格丹.赫梅利尼茨基命名的乌里扬诺夫斯克高等军事技术学校（培养液体燃料相关专业人员）
- 以列宁的红旗共青团命名的沃尔斯克高等后勤学校
- 高尔基高等后勤学校（培养经济工程师）
- 以М.В.伏龙芝命名的列宁格勒铁道兵和军事运输高等学校
- 以陆军大将А.В.赫鲁廖夫命名的雅罗斯拉夫高等军事财务学校
- 莫斯科筑路与工程兵高等指挥学校（前身为民防部队的学校）

## 通信兵
- 以М.И.加里宁命名的奥廖尔高等军事通信指挥学校
- 波尔塔瓦高等军事通信指挥学校
- 克麦罗沃高等军事通信指挥学校
- 以Г.К.奥尔忠尼启则命名的乌里扬诺夫斯克高等军事通信指挥学校
- 以苏联元帅М.В.扎哈罗夫命名的梁赞高等军事通信学校
- 以苏联元帅В.Д.索科洛夫斯基命名的诺沃切尔卡斯克高等军事通信指挥学校
- 托木斯克高等军事通信指挥学校
- 以十月革命六十周年命名的斯塔夫罗波尔高等军事通信工程学校
- 切列波维茨高等无线电电子军事工程学校
- 以М.И.加里宁命名的基辅高等军事通信工程学校
- 以连索维特命名的列宁格勒高等军事通信工程学校

## 军事工程学校
- 以АА日丹诺夫命名的加里宁格勒工程兵高等工程学校
- 以工程兵元帅В.К.哈尔琴科命名的卡梅尼特.波多尔斯基高等军事工程指挥学校
- 以工程兵元帅А.И.普罗什里雅科夫命名的丘门高等军事工程指挥学校

## 防化兵
- 萨拉托夫防化兵高等工程学校
- 科斯特罗马防化兵高等军事指挥学校
- 坦波夫防化兵高等军事指挥学校（设立于1974年）

## 汽车兵
- 梁赞高等军事汽车工程学校
- 撒马尔罕高等军事汽车指挥学校
- 车里雅宾斯克高等军事汽车指挥学校
- 乌苏里斯克高等军事汽车指挥学校

## 测绘部队
- 列宁格勒军事测绘指挥学校

## 建筑和营房部队
- 以亚·尼·科马罗夫斯基（俄语：Комаровский, Александр Николаевич）大将命名的列宁格勒红旗高等军事工程建筑学校（培养建筑工程师，学制5年；特别班的军官为4年）